# کلوه
شهر کلوه (به آلمانی: Kleve) در ایالت نوردراین-وستفالن در کشور آلمان واقع شده‌است.

## نگارخانه

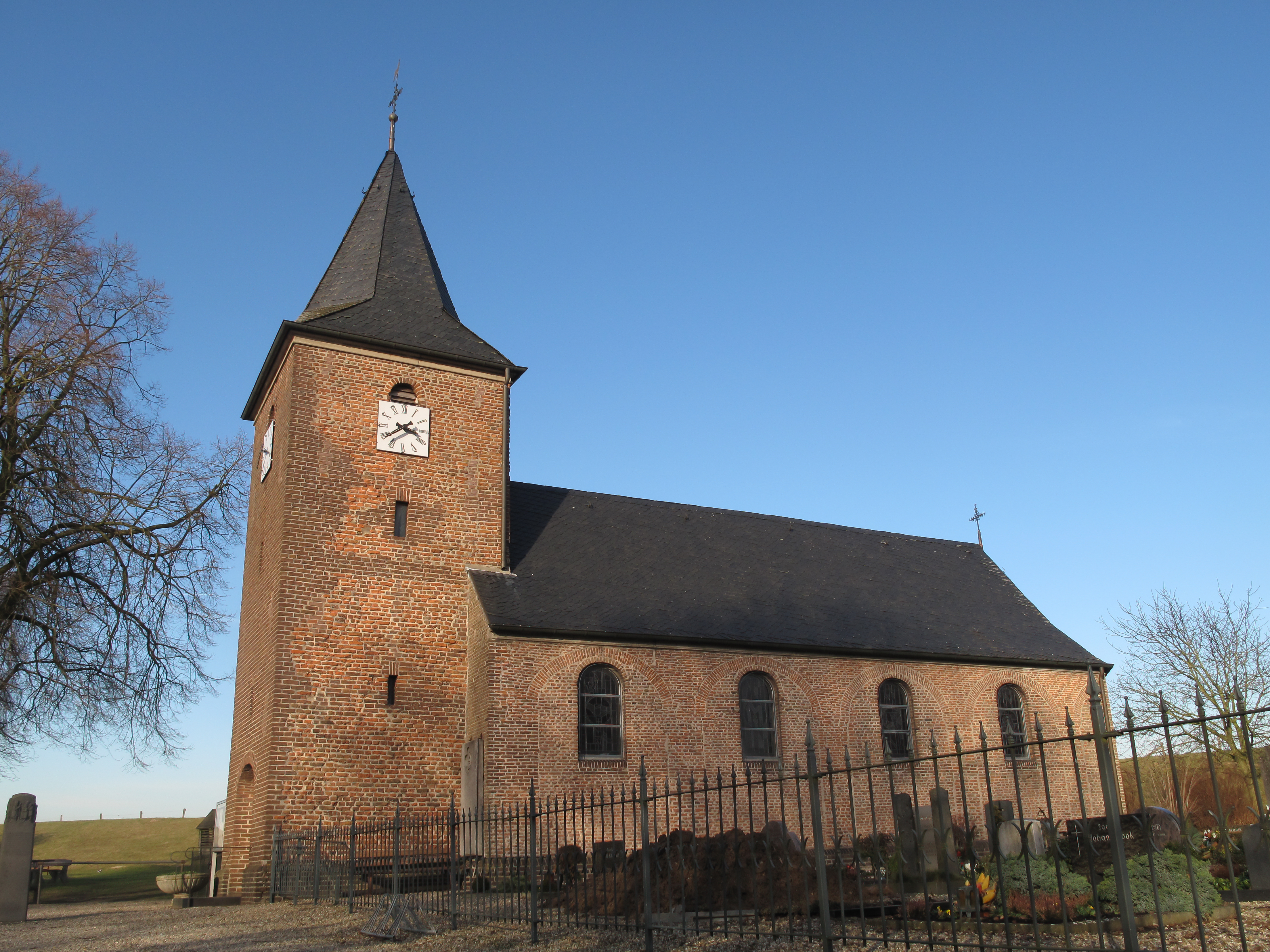
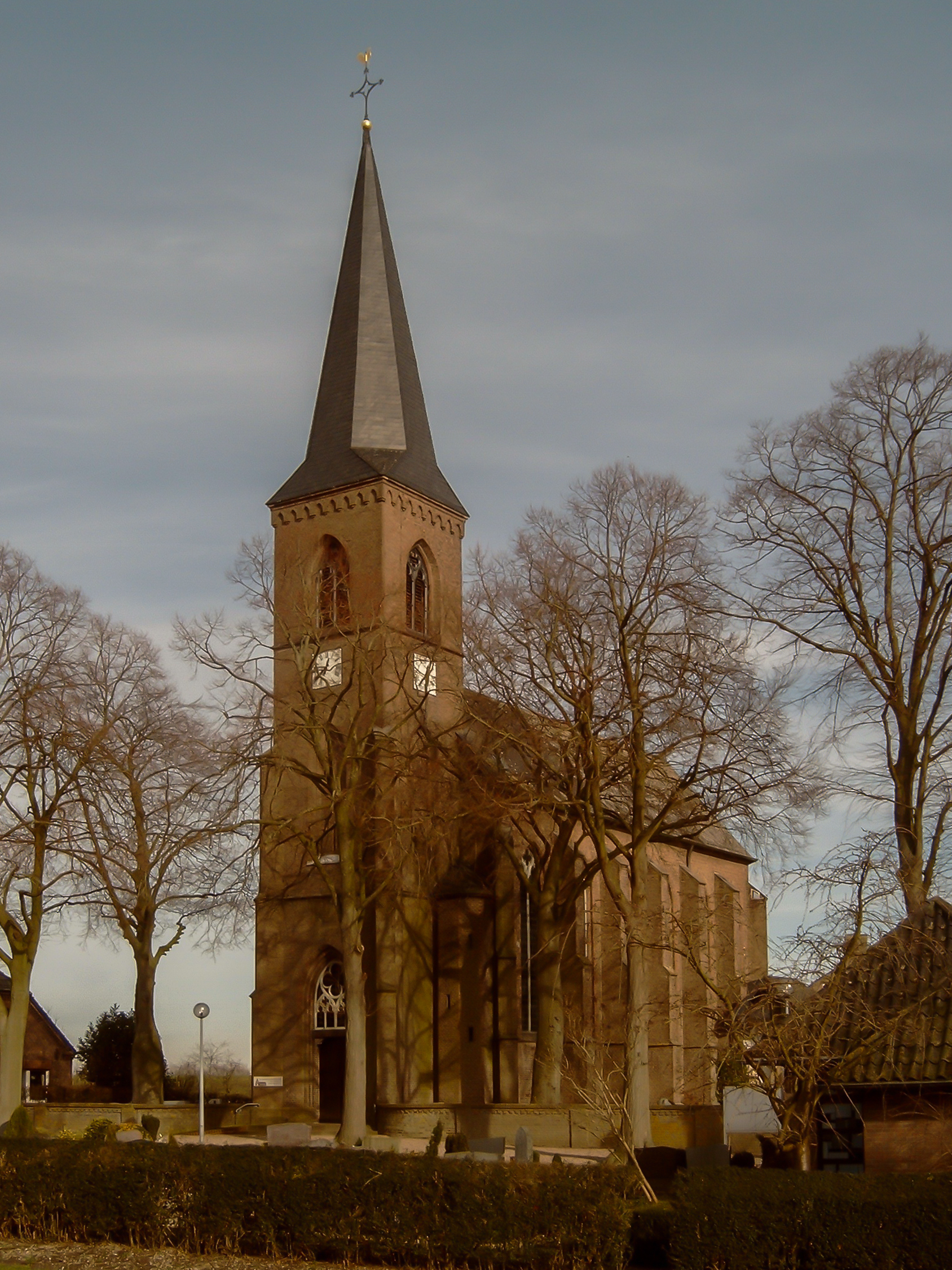
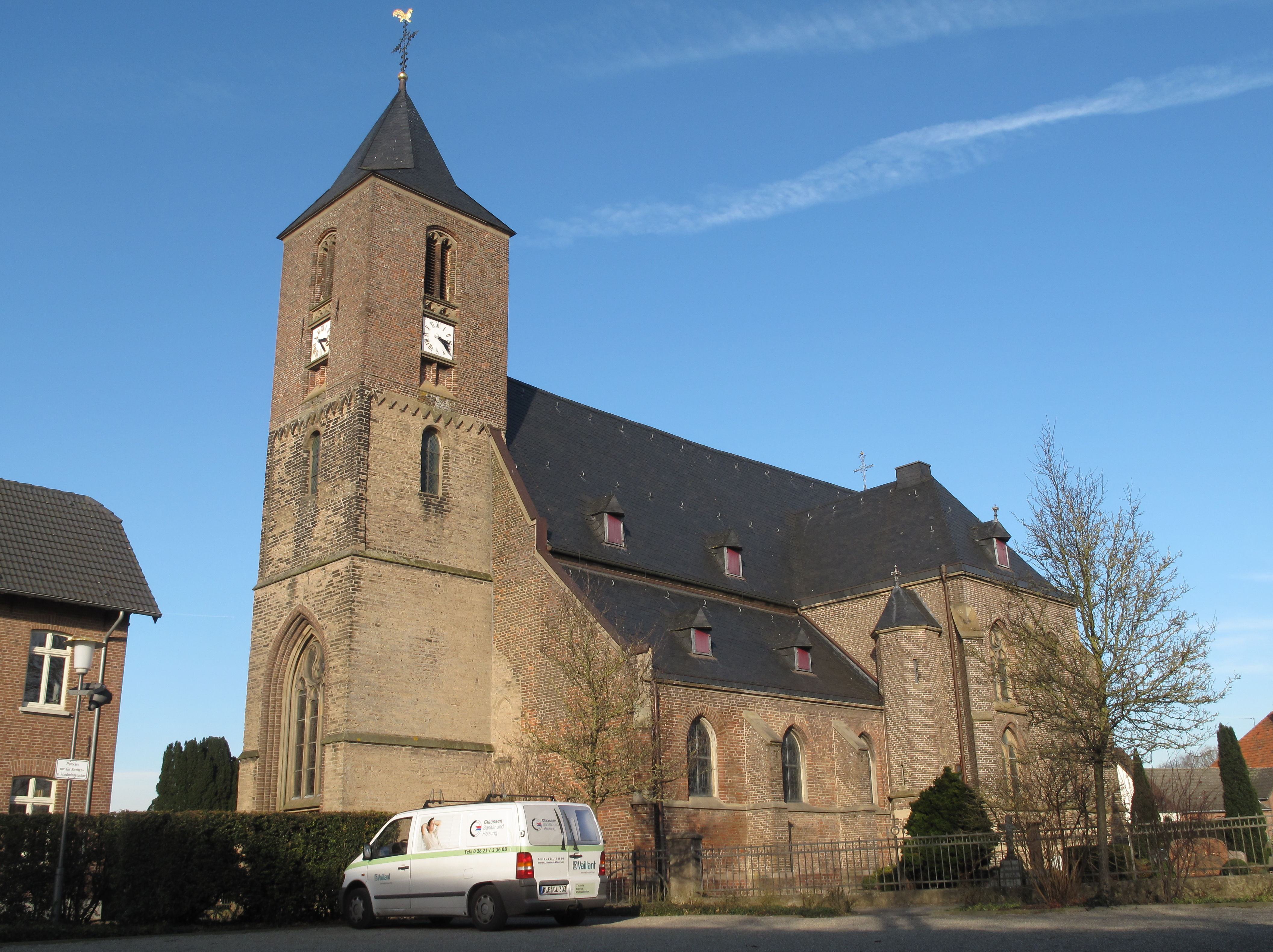
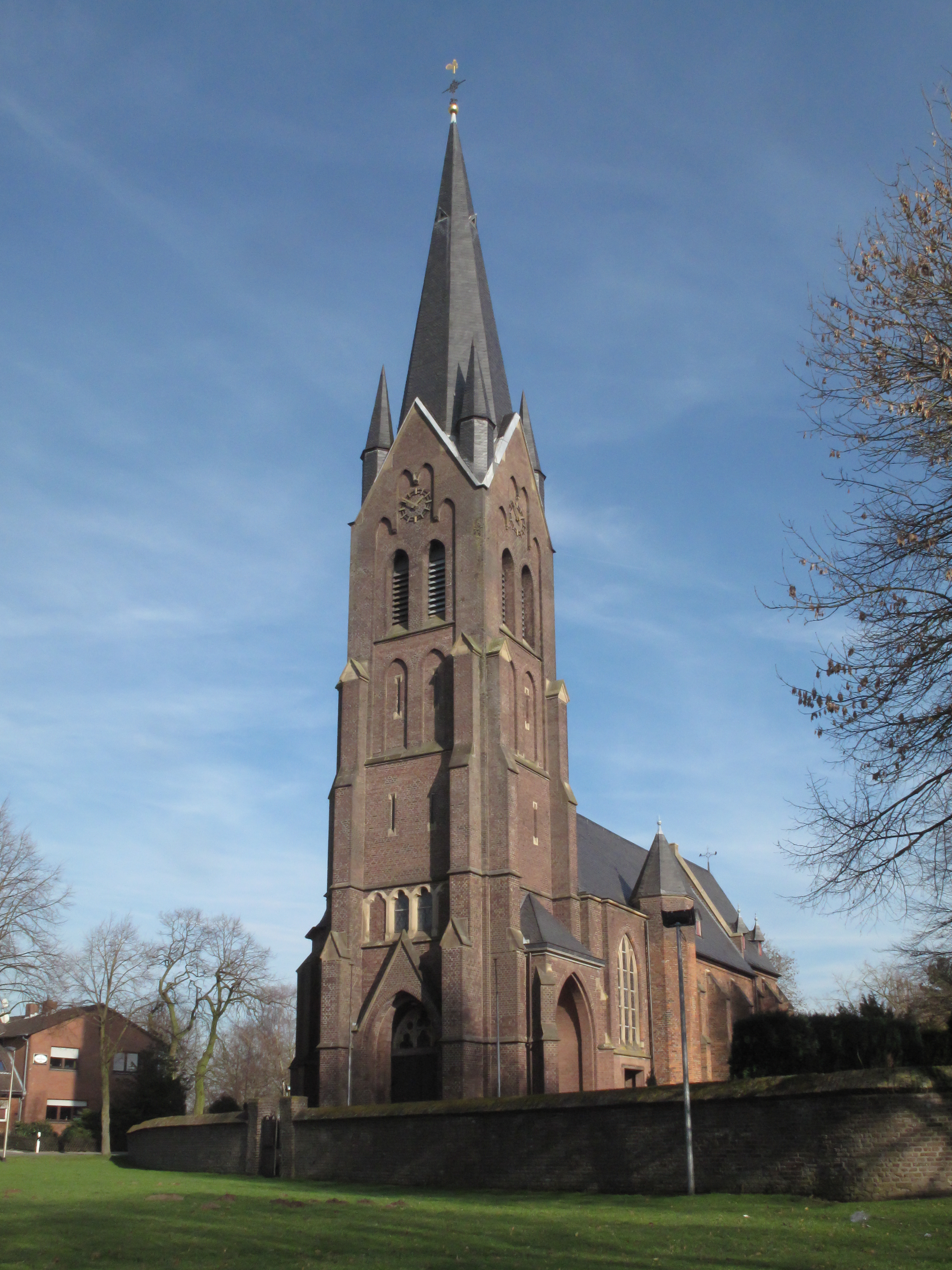